# Red and Anarchist Skinheads
Red and Anarchist Skinheads (RASH) is een mondiaal netwerk van communistische en anarchistische skinheads op de hele wereld.
RASH skins zijn tegen fascisme, nazi-skinheads (boneheads) en kapitalisme.
Niet bij alle skinhead zijn de RASH skins geliefd, omdat veel skinheads apolitiek zijn.
RASH werd in 1993 opgericht.
Belangrijk is voor hem ook de strijd tegen kapitalisme.
Er zijn niet erg veel RASH skinheads in Nederland, maar veel in Amerika.